# Liste der Bodendenkmale in Edemissen
In der Liste der Bodendenkmale in Edemissen sind die Bodendenkmale der niedersächsischen Gemeinde Edemissen aufgeführt. Die Quelle ist der Denkmalatlas Niedersachsen.
- Bitte beachten Sie, dass diese Liste keinen Anspruch auf Vollständigkeit erhebt.
- Die Angaben ersetzen nicht die rechtsverbindliche Auskunft der zuständigen Denkmalschutzbehörde.
- Es sind nur Daten aus dem Denkmalatlas verarbeitet.
- Der Stand der Liste ist der 9. April 2025.

Edemissen im Landkreis Peine

## Allgemein
In den Spalten finden sich folgende Informationen des Bodendenkmales:
| Lage         | geographische Koordinaten                                                           |
| Bezeichnung  | Bezeichnung lt. Denkmalatlas                                                        |
| Beschreibung | Beschreibung lt. Denkmalatlas                                                       |
| ID           | Objekt-ID                                                                           |
| Bild         | Bild, ggf. zusätzlich mit Link zu weiteren Fotos im Medienarchiv Wikimedia Commons. |

## Abbensen
| Lage                         | Bezeichnung         | Beschreibung | ID       | Bild |
| ---------------------------- | ------------------- | ------------ | -------- | ---- |
| 52° 23′ 53″ N, 10° 11′ 34″ O | Abbensen 1, Wüstung |              | 28919081 | BW   |
| 52° 22′ 2″ N, 10° 10′ 46″ O  | Abbensen 2          |              | 28919753 | BW   |

## Blumenhagen
| Lage                         | Bezeichnung                  | Beschreibung | ID       | Bild |
| ---------------------------- | ---------------------------- | --- | -------- | ---- |
| 52° 22′ 10″ N, 10° 18′ 42″ O | Blumenhagen 1, Ringwall      | Im Waldstück liegen ein Ringwall; ein Grenzgraben, mit zwei Grenzsteinen; mehrere Wölbäckerrücken, tw. durch niedrigen Wall begrenzt; eine ehemalige Heerstraße und zwei an dieser Heerstraße orientierte Wallanlagen. Der Grenzgraben setzt sich fort in der Gmkg. Meerdorf, ebenso wie die Heerstraße. Die gegenseitige Überschneidung einiger Objekte erlaubt folgende relativ chronologische Aussagen: die Wölbäcker müssen älter als die Heerstraße und die Wallanlage sein. Der Grenzgraben wird durch die Heerstraße angeschnitten und kann daher nicht jünger als diese sein. Landwehr/Grenzgraben und Ringwall ergeben mit der Landwehr Meerdorf und der Heerstraße offenbar eine zusammenhängende Gesamtanlage. Die Objekte lassen sich über Vergleiche in das späte Mittelalter und die Neuzeit datieren. Den einzigen absolut chronologischen Hinweis liefern die aus dem 19. Jh. stammenden Grenzsteine. | 28919083 | BW   |
| 52° 22′ 3″ N, 10° 18′ 37″ O  | Blumenhagen 1, Ringwall      | Kreisrunde Anlage mit Innen- und Außenwall und dazwischenliegendem Graben. Dm. Außenwall 55 m, Dm. Innenwall 30 m; Grabentiefe max. 1,4 m (von der Wallkrone gemessen). Im nördl. Bereich sind innerer Wall und Graben leicht eingeebnet, doch ist fraglich, ob sich hier ein Zugang befunden hat. Die Innenfläche ist ganz schwach zur Mitte hin erhöht. Der Ringwall steht vermutlich mit der Landwehr in Verbindung, die an dieser Stelle verdoppelt ist, und dürfte zum Schutz der Grenze sowie vielleicht auch zur Überwachung der Heerstraße gedient haben. Demnach wäre er in das späte Mittelalter zu datieren. | 28919084 | BW   |
| 52° 22′ 8″ N, 10° 18′ 55″ O  | Blumenhagen 3, Wölbackerbeet | Mehrere Gruppen von Wölbäckern in vorwiegend zwei Ausrichtungen (W–O und NW–SO). Die Breite der Ackerbeete beträgt 12 – 15 m, der Erhaltungszustand ist unterschiedlich. Ein nach Osten verlaufender niedriger Wall (bei R. 3589015, H. 5804880) ist als Ackerkomplexbegrenzung zu deuten. Da die Wölbäcker von der Heerstraße und der Wallanlage geschnitten werden, dürften sie noch auf das Mittelalter zurückgehen. Sie könnten zur Ackerflur der Wüstung Tadensen gehört haben, die unweit östlich zu suchen ist. | 28919086 | BW   |
| 52° 22′ 1″ N, 10° 18′ 44″ O  | Blumenhagen 4, Heerstraße    | | 28919080 | BW   |
| 52° 22′ 11″ N, 10° 18′ 55″ O | Blumenhagen 5, Umwallung     | Die länglich polygonale Wallanlage mit einer Innenfläche von ca. 200 × 220 m besitzt eine Wallhöhe von ca. 0,3 – 0,4 m. Am Nordrand wird sie durch Feldweg und Acker stark gestört. Die Innenfläche ist eben. Land- oder forstwirtschaftliche Einfriedung ohne fortifikatorische Funktion. Da die Anlage an der östlich vorbeiführenden Gifhorner Heerstraße orientiert ist, kann sie nicht älter als diese sein. Wahrscheinlich ist die Einfriedung neuzeitlich und vielleicht ein Teil des „Blumenhäger Geheges“, das auf der Kurhann. LA von 1781 abgebildet ist (Bl. 119, Meinersen). | 28919087 | BW   |
| 52° 22′ 8″ N, 10° 19′ 8″ O   | Blumenhagen 6, Umwallung     | Die polygonale Wallanlage besitzt einen außen vorgelagerten Graben. Der Nordteil wird offenbar durch Feldweg und Acker stark gestört. Die Umwallung misst ca. 180 ÷ 200 m und besitzt eine erhaltene Wallhöhe von max. 0,4 m. An der nordwestlichen Seite, die der Gifhorner Heerstraße folgt, ist der Wall verdoppelt. In der Südostecke findet sich sehr unruhiges Kleinrelief, das vermutlich auf jüngere Störungen zurückzuführen ist. An der nordöstlichen Seite ist ein zangenförmiger Zugang (ehem. Tor) erkennbar. Land- oder forstwirtschaftliche Einfriedung ohne fortifikatorische Funktion. Wahrscheinlich neuzeitlich. Da die Anlage an der westlich vorbeiführenden Gifhorner Heerstraße orientiert ist, kann sie nicht älter als diese sein. Auch überlagert sie ein älteres Wölbackerfeld. | 28919088 | BW   |
| 52° 23′ 49″ N, 10° 18′ 13″ O | Blumenhagen 9, Landwehr      | Teilstück ID: 38440124 | 28919089 | BW   |

## Edemissen
| Lage                         | Bezeichnung                | Beschreibung | ID       | Bild |
| ---------------------------- | -------------------------- | --- | -------- | ---- |
| 52° 24′ 16″ N, 10° 15′ 25″ O | Edemissen 1, Wölbackerbeet | Neun deutlich ausgeprägte Wölbäcker in NW–SO–Ausrichtung, ein vollständig in sich geschlossenes Ackerstück von ca. 160 × 100 m Größe bildend. Seitlich - am W– und O–Rand - jeweils durch einen niedrigen Wall mit flachem Graben abgegrenzt, am N– und S–Rand erhöhte Ackerköpfe (Wölbäckerenden) ausbildend, N–Rand exakt an der Gemarkungsgrenze Edemissen–Eddesse orientiert. Br. d. Ackerbeete 14 – 15 m, im N–Teil gering gestört durch flachen Graben, im S–Teil durch Waldweg angeschnitten. Da das Feld auf dem Blatt 118 (Uetze) der Kurhann. LA von 1781 als Ackerlichtung innerhalb des früheren Waldgebietes Eichhoop eingezeichnet ist, sind die Wölbäcker jüngerneuzeitlich und durch eine wohl erst im letzten Jh. erfolgte Aufforstung konserviert. | 28919090 | BW   |

## Eickenrode
| Lage                         | Bezeichnung           | Beschreibung | ID       | Bild |
| ---------------------------- | --------------------- | --- | -------- | ---- |
| 52° 25′ 30″ N, 10° 19′ 40″ O | Eickenrode 1, Wall    | Runder Ringwall mit innerem Graben. Äußerer Dm. 33,5 m (S–N), 37,5 m (O–W), innerer Dm. 24 m (S–N), Wall bis 0,65 m hoch, Graben bis 0,5 m tief. Einige abgeflachte Partien, sonst guter Erhaltungszustand. Ebene Innenfläche durch einige jüngere Eingrabungen gestört. Am W–Rand schließt sich die Anlage an einen nordsüdl. verlaufenden Wallgraben an, der wohl dem Hochwasserschutz diente. Land- und forstwirtschaftliche Wallanlage ohne fortifikatorische Funktion, vermutlich ein Viehgehege; wohl neuzeitlich. | 28919091 | BW   |
| 52° 26′ 20″ N, 10° 19′ 11″ O | Eickenrode 5, Wüstung | | 28919092 | BW   |

## Wipshausen
| Lage                         | Bezeichnung               | Beschreibung | ID       | Bild |
| ---------------------------- | ------------------------- | --- | -------- | ---- |
| 52° 22′ 38″ N, 10° 21′ 18″ O | Wipshausen 26, Motte      | Burghügel mit Umflutgraben, Gipfel abgeflacht. H. max. 2,4 m, Dm. etwa 33 m. Undeutlich, ob dem Graben ein Wall vorgelagert war, ein leichter Anstieg des Geländes bis zum Graben hin ist sichtbar. Turmhügel mit abgeflachten Gipfel und der umlaufende Graben sind gut erhalten. Die Motte ist strategisch an der Erse gelegen, wahrscheinlich unweit der Stelle, wo eine Furt im Fluss vorhanden war. Zur Geschichte der Wipshäuser Motte sind keine schriftlichen Quellen bekannt. Sie ist Teil eines größeren Ensembles, zu dem in unmittelbarer Nachbarschaft noch ein Burghügel und eine Wallanlage gehören. Die Anlagen dienten wohl zur Überwachung eines Fernweges, der ungefähr auf Höhe eines heute bestehenden Feldweges vermutet wird. Eine Furt über die Erse wird zwischen den Burgen gelegen haben, die diese von Westen aus abriegeln konnten. Beim gegenwärtigen Forschungsstand können keine Aussagen zur Baugeschichte der Burg gemacht werden, die nach den Funden vom 12. bis zum 16. Jh. bestanden hat. | 28919208 | BW   |
| 52° 22′ 28″ N, 10° 21′ 25″ O | Wipshausen 27, Wallanlage | | 28919209 | BW   |
| 52° 22′ 31″ N, 10° 21′ 21″ O | Wipshausen 27, Vorburg    | | 28919210 | BW   |
| 52° 22′ 30″ N, 10° 21′ 20″ O | Wipshausen 28, Wallanlage | | 28919211 | BW   |

### Wipshausen 1
- ID:28919095
- Gruppe von 23 überwiegend flachen, niedrigen Hügeln unterschiedlicher Größe auf einer Fläche von 210 × 150 m. Dm. 6,5 – 17 m, H. 0,2 – 0,7 m. Erhaltung gut bis mäßig. Einige sind offenbar angetrichtert (Gipfelmulden). 1914/15 wurden bei Kultivierungsmaßnahmen (Rodung eines Waldstreifens) dicht nördl. anschließend etwa 20 weitere zerstört.

| Lage                         | Bezeichnung   | Beschreibung | ID       | Bild |
| ---------------------------- | ------------- | --- | -------- | ---- |
| 52° 23′ 49″ N, 10° 21′ 59″ O | Wipshausen 1  | Durchmesser ca. 17 m und Höhe ca. 0,8 m. Rund mit flacher Kuppe, anscheinend gut erhalten. | 28919096 | BW   |
| 52° 23′ 51″ N, 10° 22′ 0″ O  | Wipshausen 2  | Durchmesser ca. 12 m und Höhe ca. 0,6 m. Rund mit flacher Kuppe. Hügelfuß im östl. und nordöstl. Bereich von Graben angeschnitten, an mehreren Stellen flache Mulden.                                      | 28919097 | BW   |
| 52° 23′ 52″ N, 10° 21′ 58″ O | Wipshausen 3  | Durchmesser ca. 17 m und Höhe ca. 0,7 m. Relativ langgezogen mit flacher Kuppe, Gipfelmulden, sonst gut erhalten.                                                                                          | 28919098 | BW   |
| 52° 23′ 51″ N, 10° 21′ 57″ O | Wipshausen 4  | Durchmesser ca. 12 m und Höhe ca. 0,6 m. Rund mit nach NO versetzter Kuppe, gut erhalten. | 28919193 | BW   |
| 52° 23′ 52″ N, 10° 21′ 57″ O | Wipshausen 5  | Durchmesser ca. 8,5 m und Höhe ca. 0,5 m. Rund, gewölbt, an W-Seite etwas flacher. Gut erhalten. | 28919194 | BW   |
| 52° 23′ 51″ N, 10° 21′ 56″ O | Wipshausen 6  | Durchmesser ca. 15 m und Höhe ca. 0,9 m. Rund, gewölbt. | 28919195 | BW   |
| 52° 23′ 52″ N, 10° 21′ 56″ O | Wipshausen 7  | Durchmesser ca. 8 m und Höhe ca. 0,3 m. Länglich mit flachem Gipfel, nördl. der Mitte zwei tiefe Löcher.                                                                                                   | 28919196 | BW   |
| 52° 23′ 53″ N, 10° 21′ 56″ O | Wipshausen 8  | Größe ca. 11 × 5,5 m und Höhe ca. 0,5 m. Oval, gut erhalten. | 28919197 | BW   |
| 52° 23′ 53″ N, 10° 21′ 58″ O | Wipshausen 9  | Durchmesser ca. 10 m und Höhe ca. 0,6 m. Rund, gewölbt. Gut erhalten. | 28919093 | BW   |
| 52° 23′ 53″ N, 10° 21′ 58″ O | Wipshausen 10 | Durchmesser ca. 10 m und Höhe ca. 0,5 m. Rund mit flachem Gipfel. Gut erhalten. | 28919198 | BW   |
| 52° 23′ 53″ N, 10° 22′ 0″ O  | Wipshausen 11 | Durchmesser ca. 14 m und Höhe ca. 0,5 m. Relativ langgezogen, gewölbt, im W-Teil etwas flacher. Gut erhalten.                                                                                              | 28919199 | BW   |
| 52° 23′ 53″ N, 10° 22′ 0″ O  | Wipshausen 12 | Durchmesser ca. 12 m und Höhe ca. 0,5 m. Rund mit flachem Gipfel. Gut erhalten. | 28925585 | BW   |
| 52° 23′ 52″ N, 10° 22′ 2″ O  | Wipshausen 13 | Durchmesser ca. 13 m und Höhe ca. 0,3 m. Sehr flach, rund, im Zentrum eine Mulde. | 28919201 | BW   |
| 52° 23′ 51″ N, 10° 21′ 54″ O | Wipshausen 14 | Durchmesser ca. 12 m und Höhe ca. 0,5 m. Rund, unregelmäßig gewölbt, im W flach. Anscheinend gut erhalten.                                                                                                 | 28919200 | BW   |
| 52° 23′ 51″ N, 10° 21′ 54″ O | Wipshausen 15 | Durchmesser ca. 7 m und Höhe ca. 0,3 m. Rund, gewölbt. Gut erhalten. | 28919202 | BW   |
| 52° 23′ 50″ N, 10° 21′ 54″ O | Wipshausen 16 | Durchmesser ca. 8,5 m und Höhe ca. 0,3 m. Unregelmäßig, schwach gewölbt. Anscheinend gut erhalten. | 28919203 | BW   |
| 52° 23′ 51″ N, 10° 21′ 53″ O | Wipshausen 17 | Durchmesser ca. 9,5 m und Höhe ca. 0,5 m. Rund, flach. Beschädigt am Gipfel, sonst gut erhalten. | 28925685 | BW   |
| 52° 23′ 51″ N, 10° 21′ 52″ O | Wipshausen 18 | Durchmesser ca. 10 m und Höhe ca. 0,45 m.Unregelmäßig, flach. Eine sich nach W ausbreitende Gipfelmulde.                                                                                                   | 28925686 | BW   |
| 52° 23′ 51″ N, 10° 21′ 53″ O | Wipshausen 19 | Durchmesser ca. 6,5 m und Höhe ca. 0,2 m. Rund, flach, im W-Teil unregelmäßig, mit Gipfelmulde. | 28919204 | BW   |
| 52° 23′ 54″ N, 10° 21′ 57″ O | Wipshausen 20 | Durchmesser ca. 8,5 m und Höhe ca. 0,4 m. Oval, flach. Durch neuere Aufschüttung veränderte unförmige Oberfläche. In N-W-Richtung durch Waldweg angeschnitten, westl. Hügelfuß durch Graben angeschnitten. | 28919205 | BW   |
| 52° 23′ 53″ N, 10° 21′ 57″ O | Wipshausen 21 | Durchmesser ca. 9 m und Höhe ca. 0,2 m. Flach, rund, am Fußende leichte Tiergänge. | 28919206 | BW   |
| 52° 23′ 52″ N, 10° 21′ 59″ O | Wipshausen 22 | Durchmesser ca. 7 m und Höhe ca. 0,2 m. Unförmig, flach. | 28919207 | BW   |